# Ahundara
Ahundara, Hundaru (koniec VIII w. p.n.e.) – władca krainy Dilmun (identyfikowanej obecnie z Bahrajnem), współczesny asyryjskiemu królowi Sargonowi II (721-705 p.n.e.), w którego inskrypcjach jest wymieniany. Według tychże inskrypcji królowie Dilmunu Uperi i panujący po nim Ahundara/Hundaru, słysząc o potędze bogów Aszura, Nabu i Marduka, wysłać mieli Sargonowi II dary. Imię Ahundara/Hundaru jest najprawdopodobniej pochodzenia elamickiego.